# Diamond Dogs
| Recensione                    | Giudizio |
| ----------------------------- | -------- |
| AllMusic                      | [ 4 ]    |
| Blender                       | [ 5 ]    |
| Chicago Tribune               | [ 6 ]    |
| Christgau's Record Guide      | C+       |
| Encyclopedia of Popular Music | [ 8 ]    |
| The Guardian                  |          |
| Pitchfork                     | 9/10     |
| Q                             | [ 10 ]   |
| The Rolling Stone Album Guide | [ 11 ]   |
| Select                        | 5/5      |

Diamond Dogs è l'ottavo album in studio del cantautore britannico David Bowie, pubblicato dalla RCA nel maggio 1974.

## Storia

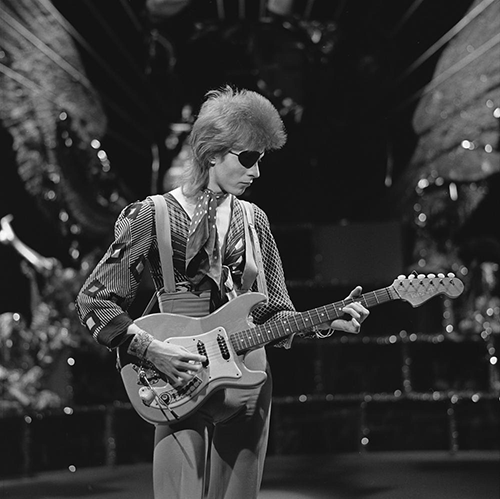
David Bowie nei panni di "Halloween Jack" esegue Rebel Rebel a Top Pop nel febbraio 1974.

Il tema del concept album era la fusione tra il romanzo 1984 di George Orwell, Ragazzi selvaggi di William S. Burroughs e la visione glam di un mondo postapocalittico nel tipico stile del cantante.
Bowie voleva organizzare una produzione teatrale basata sul libro di Orwell e cominciò a comporne le musiche dopo aver completato le sessioni di registrazione per il suo album Pin-Ups del 1973, ma gli eredi di Orwell, possessori dell'opera letteraria, gli negarono i diritti.
Le canzoni finirono nella seconda metà dell'album Diamond Dogs nonostante siano stati mantenuti i riferimenti a 1984 come risulta evidente dai titoli.
Sebbene l'album fosse stato registrato e pubblicato ben dopo The Rise and Fall of Ziggy Stardust and the Spiders from Mars a metà del 1974, e sebbene il personaggio principale fosse originale (Halloween Jack, "un tipo strafigo (cool cat) che vive nella decadente Hunger City"), molti commentatori considerano lo spirito di Ziggy come ancora molto presente in Diamond Dogs, notando in particolare il taglio di capelli di Bowie sulla copertina e lo stile glam-trash del primo singolo Rebel Rebel. È stata identificata in alcune canzoni, come era accaduto per l'album Aladdin Sane, l'influenza dei Rolling Stones, soprattutto nella canzone di testa Diamond Dogs e in Rebel Rebel, 
tuttavia sembra che Bowie avesse evoluto il suo stile rispetto ai suoi primi lavori con una vena epica nella ballata Sweet Thing / Candidate / Sweet Thing (Reprise), e soprattutto in Big Brother, mentre Rock 'n' Roll with Me e 1984 (con l'arrangiamento ispirato a Shaft)  si dimostrarono un'anticipazione del futuro periodo plastic soul del cantante. 
L'album originale si concludeva con un verso, "Bruh-bruh!",  una storpiatura di "Big Brother", ripetuto insistentemente.
Diamond Dogs fu il primo album dal 1969 a non comprendere nessuno degli Spiders from Mars, la band che accompagnava Bowie resa famosa in The Rise and Fall of Ziggy Stardust and the Spiders from Mars. Invece il ruolo di bassista fu affidato a Herbie Flowers, mentre le percussioni vennero divise tra Aynsley Dunbar e Tony Newman. Con una mossa che sorprese molti critici, Bowie attribuì a sé stesso il ruolo di primo chitarrista che era di Mick Ronson, tranne che in 1984. L'album fu una pietra miliare nella carriera di Bowie. Peraltro lo spinse anche alla riunione con Tony Visconti, che avrebbe co-prodotto quasi tutti i suoi lavori per il resto del decennio.
Benché Diamond Dogs abbia conquistato la prima posizione nel Regno Unito, la quinta negli Stati Uniti ed un'imprevista prima posizione nella classifica italiana (redatta da Ciao 2001, rivista cult degli anni '70), è stato criticato per i suoni duri ed il tema pretenzioso. Tuttavia allo stile brusco di Bowie con la chitarra e alle visioni di caos urbano, bambini disperati e amori nichilistici (We'll buy some drugs and watch a band / And jump in the river holding hands: "compreremo delle droghe e guarderemo una band / E salteremo nel fiume tenendoci per mano") furono anche attribuite importanti influenze che condizionarono la rivoluzione punk dei seguenti anni.
Bowie suonò tutte le canzoni dell'album (eccetto We Are the Dead) durante il suo tour nordamericano del 1974 (Diamond Dogs Tour), e alcune (Diamond Dogs e Rebel Rebel) nel seguente Isolar Tour del 1976. Solo Rebel Rebel è stata mantenuta nei concerti successivi al 1978.

## Copertina
L'immagine di copertina mostra un inquietante Bowie mezzo-cane dipinto da Guy Peellaert. È stata molto contestata perché nella versione completa mostrava chiaramente i genitali ibridi della creatura. Il dipinto fu corretto ad aerografo per la copertina dell'album, mentre una seconda copertina mostrante il cantante in sombrero che regge un cane rabbioso fu scartata: entrambe però furono incluse nelle riedizioni targate Rykodisc/EMI. L'artwork aveva avuto origine da una seduta fotografica con il fotografo Terry O'Neill. Bowie decise di non utilizzare nessuno dei precedenti collaboratori grafici delle sue copertine e richiese invece i servizi dell'illustratore belga Guy Peellaert, che aveva recentemente pubblicato il libro Rock Dreams, con numerose illustrazioni realizzate con foto ritoccate con l'aerografo, che stava riscuotendo molto successo. Bowie invitò Peellaert a una sessione fotografica dove egli posava insieme a un alano. Quindi chiese a Peellaert se gli sarebbe piaciuto elaborare un'illustrazione per la copertina del suo nuovo album, basandosi su uno storyboard che lo ritraeva come un essere mezzo uomo e mezzo cane, stilisticamente simile a quanto stava facendo Peelleart per la copertina dell'album dei Rolling Stones It's Only Rock 'n' Roll. Peellaert accettò l'offerta, prendendo spunto da un libro in suo possesso sul parco dei divertimenti di Coney Island. I due "freak" dietro a Bowie sono basati su Alzoria Lewis (conosciuta come "The Turtle Girl") e Johanna Dickens ("The Bear Girl"), entrambe deformi attrazioni del Cavalcade Variety Show del luna park di Coney Island.

## Pubblicazione
In Gran Bretagna, la RCA Records pubblicò come singolo apripista dell'album la canzone Rebel Rebel il 15 febbraio 1974 con il numero di catalogo LPB05009, e curiosamente come lato B del 45 giri fu scelta Queen Bitch, una traccia di Hunky Dory, album ormai vecchio di tre anni, ma che era tornato in classifica l'anno precedente sull'onda del successo di Bowie in Gran Bretagna. Lo stesso giorno, Bowie registrò in playback un'esecuzione di Rebel Rebel presso l'Avro Studio di Hilversum, per la messa in onda nel programma televisivo olandese Top Pop. Il singolo si rivelò un successo e divenne in breve tempo un inno glam rock.
Diamond Dogs venne pubblicato il 24 maggio 1974 con numero di catalogo APLI 0576. L'album fu un grande successo commerciale, raggiungendo la vetta della classifica UK Albums Chart nel Regno Unito e la posizione numero 5 nella Billboard 200 statunitense. Per promuovere il disco, fu indetta una campagna promozionale da 400,000 dollari che includeva l'affissione di cartelloni pubblicitari a Times Square e su Sunset Boulevard, articoli di riviste, poster in metropolitana che recavano la scritta "The Year of the Diamond Dogs" ("L'anno dei cani di diamante") e uno spot televisivo, uno dei primi del suo tipo per un album di musica pop. In Canada l'album bissò il successo riscosso nelle classifiche inglesi, raggiungendo la prima posizione nel luglio 1974, dove rimase per due settimane. Il 14 giugno 1974 la RCA fece uscire anche un secondo singolo estratto dall'album, la title track Diamond Dogs (n. cat. APBO-0293), con una versione ri-registrata del singolo di Bowie del 1971 Holy Holy come B-side. Il secondo singolo non andò altrettanto bene come il primo, raggiungendo la posizione numero 21 della UK Singles Chart e fallendo l'entrata in classifica negli Stati Uniti. 1984 venne pubblicata come terzo ed ultimo singolo estratto dall'album negli Stati Uniti e in Giappone, ma non entrò in classifica. Recensendo il singolo nell'agosto 1974, la rivista Billboard descrisse 1984 "la canzone più commerciale di Bowie... da molto tempo a questa parte".

## Tracce
- Tutte le canzoni e i testi sono opera di David Bowie, tranne dove indicato.

Lato A
1. Future Legend - 1:00
2. Diamond Dogs - 6:04
3. Sweet Thing - 3:39
4. Candidate - 2:40
5. Sweet Thing (Reprise) - 2:32
6. Rebel Rebel - 4:34

Lato B
1. Rock 'n' Roll with Me (Bowie/Warren Peace) - 4:02
2. We Are the Dead - 5:01
3. 1984 - 3:27
4. Big Brother - 3:23
5. Chant of the Ever Circling Skeletal Family - 2:06

- Il missaggio è di Bowie e Visconti, tranne per Rebel Rebel, Rock 'n' Roll with Me e We Are the Dead (missaggio di Keith Harwood).

## Ristampe
Questo album è stato ripubblicato su CD cinque volte: la prima nel 1984 dalla RCA, la seconda nel 1990 dalla Rykodisc (contenente due tracce bonus), la terza nel 1999 da EMI (in versione rimasterizzata a 24-bit ma senza tracce extra), la quarta nel 2004 da EMI in versione 30th Anniversary Deluxe Edition, contenente un secondo disco con materiale inedito, e la quinta nel 2016 dalla Parlophone, inclusa inizialmente solo all'interno del cofanetto Who Can I Be Now?, poi pubblicata separatamente.
Una versione demo strumentale di Sweet Thing chiamata Tragic Moments (conosciuta nei circoli bootleg come Zion o A Lad in Vain) venne programmata per l'inclusione nell'edizione del 30º anniversario, ma rimane inedita.

### Tracce bonus edizione 1990
1. Dodo (traccia precedentemente inedita) - 2:55
2. Candidate (versione demo) - 5:05

### Tracce bonus edizione 2004
1. 1984/Dodo (anche conosciuta come You Didn't Hear It from Me) - 5:27
2. Rebel Rebel (versione singolo US) - 2:58
3. Dodo - 2:53
4. Growin' Up - (Bruce Springsteen) - 3:23
5. Alternative Candidate (demo per il proposto musical 1984) - 5:05
6. Diamond Dogs (K-Tel edit) - 4:37
7. Candidate (Intimacy mix) - 2:57
8. Rebel Rebel (re-registrazione 2003) - 3:10

## Formazione
- David Bowie - canto, chitarra, sassofono, sintetizzatore, mellotron
- Mike Garson - pianoforte, tastiere
- Earl Slick - chitarra elettrica in Rock 'n' Roll with me
- Alan Parker - chitarra in 1984
- Herbie Flowers - basso elettrico
- Tony Newman - batteria
- Aynsley Dunbar - batteria
- Tony Visconti - archi